# Tram van Messina
De tram van Messina is een van de vormen van openbaar vervoer in deze Siciliaanse havenstad.
In 1995 kwam het stadsbestuur van Messina met het plan om een tramlijn aan te leggen. In 1998 werd begonnen met de aanleg. De werkzaamheden liepen verre van voorspoedig: de lokale aannemers hadden namelijk geen ervaring met railbouw, waardoor het project twee jaar vertraging opliep. Op 3 april 2003 kon de tramlijn alsnog in gebruik worden genomen. De Europese Unie heeft voor de realisatie 148 miljard lire (ongeveer 76 miljoen euro) bijgedragen.
De tramlijn, die lijnnummer 28 heeft gekregen, loopt van noord naar zuid, is 7,7 kilometer lang en telt 18 haltes. Tramlijn 28 wordt geëxploiteerd door het gemeentelijk vervoerbedrijf Azienda Trasporti di Messina (ATM). De dienst wordt uitgevoerd met 15 lagevloertrams van het type Cityway van Alstom. De Cityways in Messina zijn 22,5 meter lang en 2,40 meter breed.

Kaart
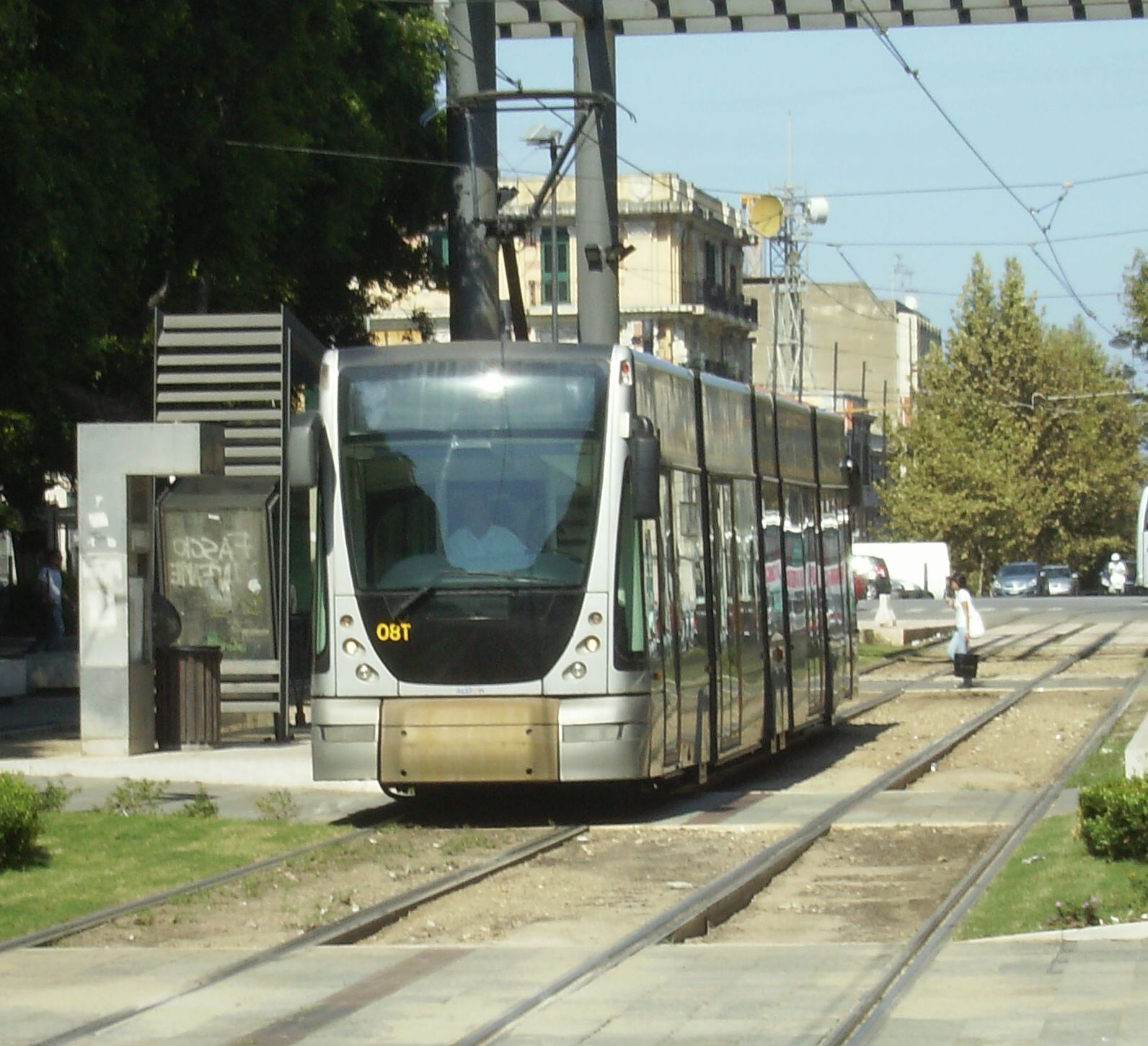
Fiat Cityway tram in Messina